# Brehberg

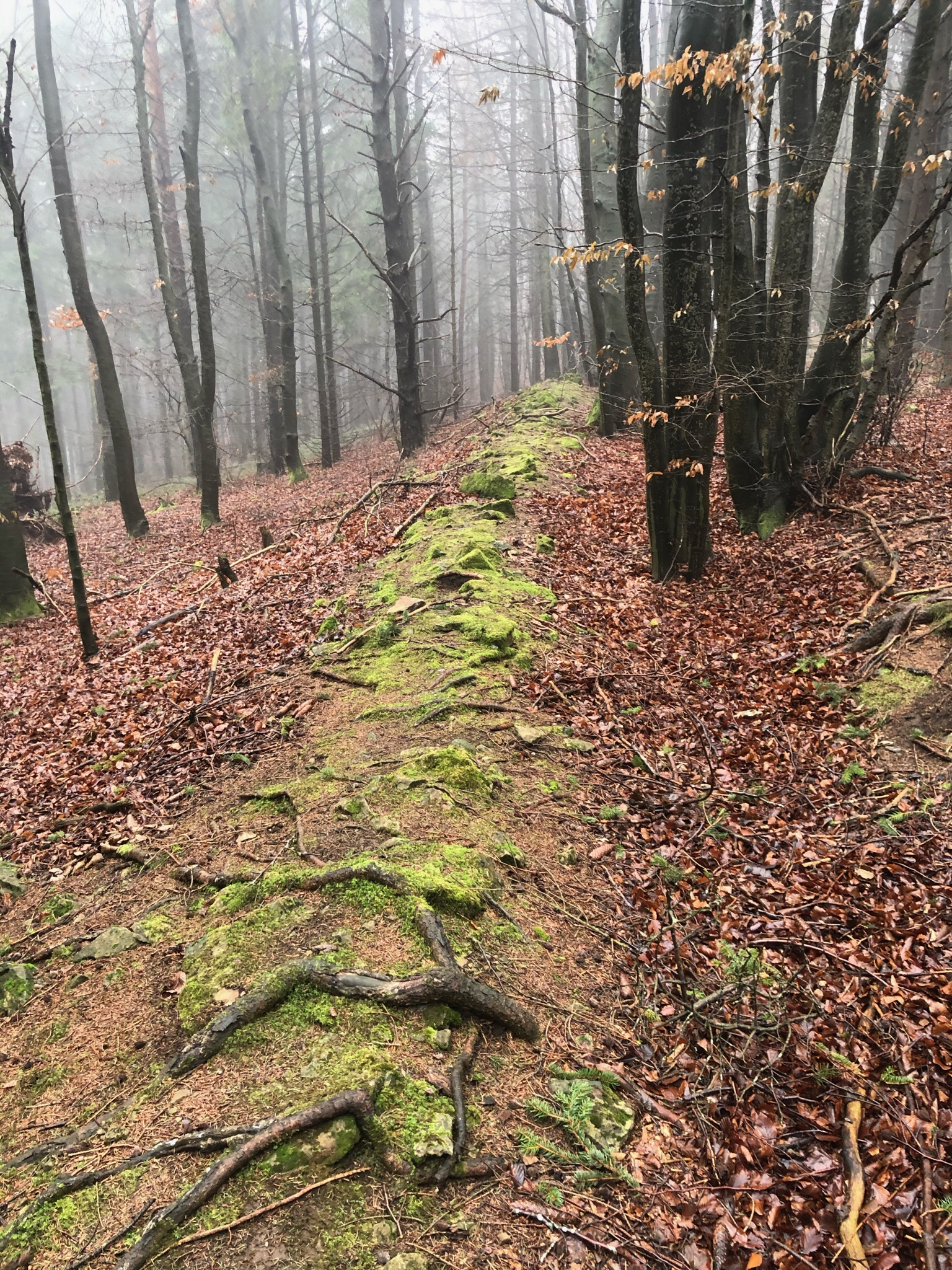
Wall westlich des Gipfels

Der Brehberg ist mit 525 Metern die höchste Erhebung im Stadtgebiet von Mechernich im nordrhein-westfälischen Kreis Euskirchen.

## Lage
Der Berg liegt im Südwesten des Stadtzentrums und dort südlich des Mechernicher Ortsteils Urfey. Westlich liegt der weitere Ortsteil Weyer. Südlich liegt der Ortsteil Zingsheim der Gemeinde Nettersheim sowie Keldenich im Westen, ein Ortsteil der Gemeinde Kall. Der Brehberg grenzt am Südosten an das Naturschutzgebiet Weyrer Wald und Hahnenberg. Er liegt am örtlichen Rundwanderweg A3, der durch die Straße Am Kreuzberg von Weyer aus erreichbar ist. Über diese Verbindung besteht ein Anschluss an die Bundesstraße 477.

## Freizeit
Auf der Bergspitze steht ein Gipfelkreuz aus Eiche. Es wurde 1996 anlässlich der 1127-Jahr-Feier des Ortes Weyer aufgestellt. Es stammt aus Samerberg im Landkreis Rosenheim in Bayern und ist das Geschenk eines befreundeten Landwirts an die Einwohner Weyers. Davor ist eine Informationstafel aus der Initiative Eifel-Blicke aufgestellt. Bei entsprechender Witterung haben Besucher einen Blick auf (von Westen nach Osten): die Zülpicher Börde, Köln, Weyer, Weiler am Berge, der Astropeiler Stockert, das Siebengebirge, das Naturschutzgebiet Eschweiler Tal und Kalkkuppen, der Eifel-Blick auf den Michelsberg, die Hohe Acht sowie Zingsheim.